# 津南町
津南町（日语：／ Tsunan machi */?）為新潟縣中魚沼郡的一町。面積170.28平方公里，總人口11,868人。主要產業為農業和觀光產業。

## 地理
- 主要山峰: 苗場山、山伏山
- 主要河川: 信濃川、中津川、清津川、志久見川

## 历史
- 1955年1月1日、外丸村、上鄉村、芦崎村、秋成村、中深見村、下船渡村6村合併為津南町。

## 行政
- 町長：桑原悠（2018年7月9日至今）